# Clear Creek (Hocking River)
Der Clear Creek (englisch für „Klarer Bach“) ist ein 40 km langer linker Nebenfluss des Hocking River im südöstlichen US-Bundesstaat Ohio.
Der Abfluss erfolgt über den Hocking River, Ohio River und Mississippi River in den Golf von Mexiko. Der Clear Creek gehört zum Flusssystem des Mississippi und entwässert ein Gebiet von 231 km². Der Fluss entspringt 2 km östlich der Ortschaft Royalton im westlichen Fairfield County, fließt danach in südwestlicher Richtung ins Hocking County und passiert den Clear Creek Metro Park, bevor er bei Rockbridge in den Hocking River mündet. Der Clear Creek Metro Park ist der größte von 14 Naturparks in Ohio und erstreckt sich vom nördlichen Hocking County bis ins südliche Fairfield County über insgesamt 19,1 km², in dem mehr als 800 verschiedene Pflanzen und 150 Vogelarten gezählt wurden. Typisch für das Tal des Clear Creeks sind Sandsteinklippen, Felsformationen, sowie Mischwälder aus Eichen, Hickorys, Hemlocktannen und Rhododendronbüschen.